# Mantes-la-Jolie (tổng)
Tổng Mantes-la-Jolie là một tổng của Pháp, tọa lạc tại tỉnh Yvelines trong vùng Île-de-France của Pháp.

## Phân chia hành chính
Tổng Mantes-la-Jolie có 1 xã:
- Mantes-la-Jolie: 43 672 dân (thủ phủ của tổng),